# Axelay
Axelay (アクスレイ?, Akusurei) è uno sparatutto a scorrimento sviluppato dalla Konami giapponese per il Super Nintendo Entertainment System. Messo in commercio l'11 settembre 1992, in Giappone, il mese successivo in America, e l'anno seguente in Europa. Il videogioco è ora disponibile, ufficialmente, sulla piattaforma online Virtual Console della Nintendo, scaricabile e giocabile su Wii: nel 2007 è stato distribuito per l'Europa e l'America, nel 2008 per il Giappone.
Axelay è uno sparatutto a scorrimento ambientato in un universo sci-fi, ispirato ad altri due titoli della Konami: Life Force (Salamander) e Gradius. Il gioco include livelli a scorrimento orizzontale o verticale, numerosi nemici e armi a volontà, maggiori ad ogni livello sorpassato.
Il gioco fu sviluppato da Hideo Ueda. Kazuhiko Ishida, accreditato come "sviluppatore di supporto" di Axelay, successivamente lasciò la Konami per aiutare la fondazione della Treasure Co. Ltd
Taro Kudou ha composto la colonna sonora del gioco.

## Trama
Axelay è ambientato in un sistema solare fittizio di nome Illis. Un tempo pacifico, fu poi invaso da alieni, il cui impero, conosciuto come "Armada dell'Annichilimento", sovrasta i pianeti del sistema Illis, inclusa il pianeta Corliss - simile alla terra (in Giappone è localizzato con "Madre"). Come ultima risorsa contro la forza imperiale aliena, lo D117B Alexay è inviato a recuperare l'armamentario perduto per bloccare l'invasione.
Dopo aver attraversato Cumuluses, un regno perennemente annuvolato, la colonia spaziale Tralieb, la vasta e popolosa Urbanite, la Caverna Terracquea, ed il Pianeta Lava del Settore 3, Axelay raggiunge la fortezza dell'Armada dell'Annichilimento e, distruttala, termina la missione. Se si vince il gioco a difficoltà massima, apparirà un messaggio che annuncia il seguito del gioco, sebbene un possibile Axelay 2 non sia mai stato sviluppato o annunciato.

## Modalità di gioco
Axelay varia dal tipico sparatutto 2D. Invece di aumentare la propria potenza di fuoco sconfiggendo nemici e rimanendo in vita, le armi si acquisiscono avanzando con i livelli. Tre sono i tipi di armi utilizzabili: i proiettili convenzionali, un'arma speciale e granate o missili. Ogni qualvolta si oltrepassi un livello, al giocatore è offerto un nuovo tipo di arma per ogni categoria e, prima di iniziare il livello successivo, il giocatore può modificare la propria navicella in base alle proprie esigenze.
Similmente a Life Force, alcuni livelli sono a scorrimento verticale invece che orizzontale, quindi le armi debbono essere scelte in base al tipo di scorrimento per agevolare il proprio passaggio.
Se la propria navicella è colpita da un proiettile nemico, non si distruggerà, ma la potenza di fuoco sarà ridotta notevolmente. Un secondo colpo, durante l'indebolimento dell'arma, risulterà nella ruinazione della navicella. Entrare in contatto con una navicella nemica, direttamente, annienterà la navicella.
La grafica adopera la modalità mode 7 e il parallax scrolling. IGN dice: Effetti grafici simili, una colonna sonora solida e una vasta scelta d'armi rendono Axelay in un popolare sparatutto per la console SNES.

## Musiche
La colonna sonora di Axelay fu composta da Taro Kudou, accreditato come "Taro." La musica per il secondo livello ("Colony") fu remixata da Masanori Adachi, accreditato come "M.C. Ada". La colonna sonora, in seguito, fu pubblicata in un disco a singolo strato, con all'interno tutti e 22 i brani, nel 1992, pubblicato dalla King Records.
I brani:
1. "AXELAY" - 1:41
2. "Set Up" - 0:50
3. "Unkai" - 4:03
4. "SPIDERS" - 1:26
5. "Bravo!" - 0:19
6. "Colony" - 4:14
7. "Cosmic Dance!" - 3:04
8. "Mother" - 3:57
9. "What's That!" - 1:48
10. "Silence" - 3:26
11. "BIO-TECH" - 1:33
12. "Burning" - 3:22
13. "Fire Shoot" - 1:35
14. "Cosmos" - 3:08
15. "Danger" - 4:12
16. "Finale Alert" - 1:47
17. "Toughness" - 1:20
18. "The Moment of Rest" - 1:39
19. "Return to Mother" - 2:13
20. "AXELAY, MIDI arrange version" - 1:42
21. "Unkai MIDI arrange version" - 4:19
22. "Colony, MIDI arrange version" - 4:59

## Ricezione e prosieguo
Nintendo Power valutò Axelay 3.75 su 5, esaltandone la grafica ma criticando la meccanicità della sua prospettiva, inusuale per uno sparatutto 2D.
Axelay è considerato un classico del genere. È numero 91 nella lista dei 100 migliori giochi di tutti i tempi sulla rivista Electronic Gaming Monthly. Il sito web ScrewAttack lo valuta numero 6 miglior sparatutto 2D di tutti i tempi.
La rivista Nintendo Power lo ha piazzato numero 18 tra i migliori giochi per SNES, mentre la rivista Super Play, nel 1996, lo colloca trentaseiesimo sulla loro lista dei 100 Migliori giochi per SNES.
Il combattente Axelay appare in Airforce Delta Strike come una navicella speciale.